# Gave d'Arrens
Le gave d'Arrens est le nom donné au cours supérieur du gave d'Azun dans la vallée d'Arrens, en amont de la commune d'Arrens-Marsous dans les Hautes-Pyrénées.
Il doit son nom au village d'Arrens.

## Hydronymie
« Le terme « gave » désigne un cours d'eau dans les Pyrénées occidentales. Il s'agit d'un hydronyme préceltique désignant de manière générale un cours d'eau. Ce nom de gave est utilisé comme nom commun et a une très grande vitalité, presque envahissante, puisque certains cours d'eau pyrénéens ont perdu, depuis un siècle, leur nom local pour devenir « le gave de... » ». 

## Géographie
Le gave d'Arrens prend sa source au pied du port de la Peyre Saint-Martin (2 295 m) et des lacs d'Arrémoulit (2 019 et 2 017 m). Il draine la vallée d'Arrens, transitant par le lac de Suyen (1 536 m) et la retenue du lac du Tech, puis arrivé dans le val d'Azun proprement dit (vallée entre Arrens-Marsous et Argelès-Gazost), il prend le nom de gave d'Azun lors de la confluence avec le Laun qui coule depuis le col de Saucède au pied du pic de Gabizos.

### Communes et département traversés
Hautes-Pyrénées :
- Arrens-Marsous ;
- Aucun ;
- Gaillagos ;
- Bun ;
- Arcizans-Dessus.

## Principaux affluents
Abréviations : (G) ou (rg) Affluent rive gauche ; (D) ou (rd) Affluent rive droite ; (CP) Cours principal, signale le nom donné à une partie du cours d'eau prise en compte dans le calcul de sa longueur.
- En amont du lac de Suyen (1 536 m)  :
  - (G) ruisseau de Larribet, 3,6 km, en provenance de Batcrabère
- En aval du lac de Suyen :
  - (G) l'Arriougrand, 4,5 km, émissaire du lac de Migouélou (2 278 m)
- Collecté par le lac artificiel du Tech :
  - (G) ruisseau de la Lie, 5,1 km, en aval du lac de Pouey Laün (2 346 m)
  - (G) ruisseau de Labas, 5,9 km, en provenance du lac d'Ausseilla (2 192 m)
- En aval du barrage du Tech :
  - (G) le Laün, 6,8 km, du col de Saucède (1 529 m)
  - (G) ruisseau de Hoo
  - (G) ruisseau du Canau, 3,9 km, à Marsous
  - (G) ruisseau de Boularic, 3,2 km, du col de la Serre (1 453 m) à Aucun

## Protection environnementale
Le Gave fait partie d'une zone naturelle protégée, classée ZNIEFF de type 1. 